# الأميرة إليزابيث أميرة كلارنس
الأميرة إليزابيث أميرة كلارنس (بالإنجليزية: Princess Elizabeth of Clarence)‏ (اليزابيث جورجيانا أديلايد;10 ديسمبر 1820 - 4 مارس 1821) كانت عضوة في العائلة المالكة البريطانية وكانت الإبنه الثانية والطفلة الثالث للأمير ويليام دوق كلارنس وسانت اندروز (لاحقا أصبح  الملك وليام الرابع) وزوجته (لاحقا الملكة) الأميرة أديلايد من ساكس-ماينينغن وكانت حفيدة للملك جورج الثالث ملك المملكة المتحدة وابنة عم الملكة فيكتوريا.

## وفاتها
توفيت وهي رضيعه في 4 مارس 1821 في قصر وندسور عن عمر يناهز شهرين 25 يوما.